# All Eyes on You
All Eyes on You ist ein Independent-Film aus dem Mystery-Thriller-Genre und der zweite Film des Regisseurs Felix Maxim Eller.

## Handlung
Der schweigsame Einzelgänger Marco träumt von dem Mädchen Anna, doch sie ist verschwunden. Während seiner Suche am Abend von Halloween trifft er Mia, die eigentlich eine Übernachtungsmöglichkeit braucht, und den Trompeter Gabriel, die ihm helfen. Doch ein mysteriöser Mann verfolgt Marco und zieht ihn in ein alptraumhaftes Rennen gegen die Zeit.

## Produktion
Der Film wurde durch die Firma Lost Tape GbR von Felix Maxim Eller und Jan Scharfenberg in ihrer Heimatstadt Unna produziert. Die Dreharbeiten fanden im Sommer 2016 und Frühjahr 2017 statt. Der Film ist überwiegend mit Newcomern besetzt und auch das Filmteam bestand zum Großteil aus Studenten.

## Rezeption
Der Film wurde bereits auf einigen Festivals gezeigt, darunter als Weltpremiere auf dem Berlin Independent Film Festival 2018 und auf dem bedeutenden Shanghai International Film Festival 2018.
Beim Red Cedar Film Festival in Wisconsin gewann All Eyes on You im Spielfilm-Wettbewerb den Preis als bester Film. Weiterhin wurde Eller beim Romford Film Festival in Großbritannien für seine Arbeit als bester Regisseur ausgezeichnet.
Bei der lokalen Premiere in seiner Heimatstadt Unna erhielt Felix Maxim Eller minutenlang Standing Ovations.

„Selbst wenn nicht alle Aspekte des Films aufgehen, etabliert sich Felix Maxim Eller mit ‚All Eyes On You‘ als hoffnungsvolles Talent des jungen deutschen Kinos. Trotz geringer Mittel zeigt er eine (vor allem) visuell sehr spannende, mysteriös-romantische Odyssee, die Beachtung verdient hat.“